# Robby Naish
Robby Naish, född 23 april 1963 i San Diego är en legendarisk vindsurfare. Han vann VM 1977-1979.
Asteroiden 9518 Robbynaish är uppkallad efter honom.